# Jennie B. Moton

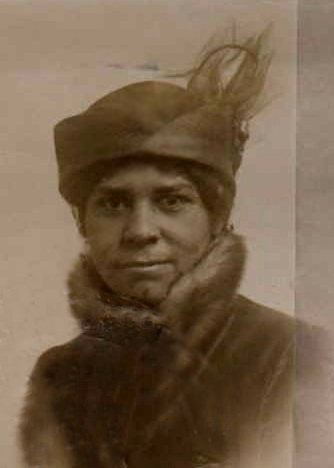
Jennie Dee Booth Moton, 1916

 Jennie B. Moton (* 26. Februar 1880 in Roanes, Virginia, USA; † 23. Dezember 1942 in Hampton (Virginia), USA) war eine US-amerikanische Pädagogin und Clubfrau. Sie leitete das Department of Women’s Industries am Tuskegee Institute und war zwei Amtszeiten Präsidentin der National Association of Coloured Women (NACW).

## Leben und Werk
Moton wurde als Jennie Dee Booth als eines von zwölf Kindern von Ellen Booth und dem Austernzüchter Robert Booth geboren. 1896 begann sie ihre Lehrerausbildung an dem Hampton Normal and Agricultural Institute (heute Hampton University), wo sie 1900 einen Abschluss erwarb. Anschließend unterrichtete sie acht Jahre lang an der Whittier Training School des Hampton Institute.
1908 heiratete sie den Witwer Robert Russa Moton, mit dem sie fünf Kinder bekam, darunter Charlotte Moton Hubbard, die später als stellvertretende Staatssekretärin in den Vereinigten Staaten diente. Ihr Mann trat 1915 die Nachfolge von Booker T. Washington als Direktor des Tuskegee Institute in Alabama an.
Als Vizepräsidentin des Tuskegee Woman’s Club freundete sie sich mit der verwitweten Clubpräsidentin Margaret Murray Washington an. 1920 war sie zusammen mit Washington, Elizabeth Ross Haynes und Charlotte Hawkins Brown eine der Rednerinnen auf einer Konferenz der Kommission für interrassische Zusammenarbeit in Memphis (Tennessee) und wurde 1924 in den Vorstand des Southern Interracial Committee gewählt.
Von 1924 bis 1935 leitete sie als Direktorin das Department of Women’s Industries des Tuskegee Institute. Anschließend arbeitete sie bis 1942 für die Agricultural Adjustment Administration, eine Bundesbehörde, die Farmer für die Reduktion ihrer Baumwoll- und Tabakproduktion bezahlte. Moton war eine von drei Special Field Agenten, die im Deep South über die Bundesprogramme informierte.

## Aktivitäten in der Frauenvereinsbewegung
Moton war von 1929 bis 1936 Präsidentin der Alabama Association of Women’s Clubs (AAWC). Unter ihrer Führung organisierte die AAWC wohltätige Spendenaktionen, Wählerregistrierungsaktionen, Jugendprogramme, ein Kriegsanleiheprogramm und Bemühungen zur Bekämpfung der Tuberkulose. 1934 war sie Gastgeberin der AAWC-Konferenz am Tuskegee Institute, bei der eine der Rednerinnen die Pädagogin und Aktivistin Nannie Helen Burroughs war. Moton war eine Zeitlang Vorsitzende des Kuratoriums der Nannie Helen Burroughs School for Women and Girls.
Von 1937 bis 1941 war sie Präsidentin der NACW und lernte Mary McLeod Bethune kennen, die als Mitglied des Black Cabinet dem Präsidenten der Vereinigten Staaten Franklin D. Roosevelt und seiner Frau Eleanor Roosevelt während seiner Amtszeit als Beraterin für öffentliche Politik diente. 1941 halfen Moton, Bethune und A. Philip Randolph, Roosevelt davon zu überzeugen, die Executive Order 8802 zu unterzeichnen, die die ethnische oder rassische Diskriminierung in der Rüstungsindustrie des Landes verbot.
Während ihrer letzten Lebensjahre war sie Mitglied der Margaret Murray Washington Memorial Foundation. Sie  wurde 1942 zur Hauskrankenpflegeberaterin des Nationalen Roten Kreuzes ernannt und war als Race relations Advisor für die US Division of Physical Fitness in Philadelphia tätig.
Moton starb 1942 in Hampton und wurde zusammen mit ihrem Mann auf dem Gelände des Hampton Institute begraben.

## Auszeichnungen und Ehrungen
- 1931: Honorary Master of Arts, Bennett College
- 1941: Hall of Fame, Montgomery Federation of Women

## Veröffentlichungen
- The Tuskegee Program for the Training of Women. The Journal of Educational Sociology, Vol. 7, No. 3, Negro Education, 1933, S. 184–189.[1]
- Reports to the Agricultural Adjustment Administration, Jan.- Dec. 1938. National Association of Colored Women’s Clubs Records, 1895–1992.
- Margaret Murray Washington. Homespun Heroines and Other Women of Distinction, Aldine Printing House, 1926, S. 231–236.